# Quatrième métatarsien
Pour un article plus général, voir Métatarsien.

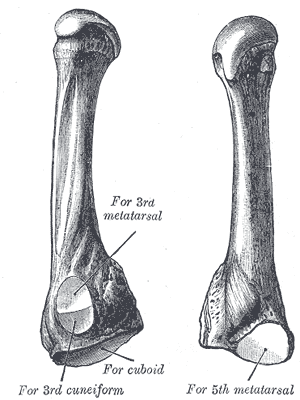
Le quatrième métatarsien

Le quatrième métatarsien est un des cinq os long du métatarse.

## Description
Le quatrième métatarsien est plus petit que le troisième métatarsien.
Comme les quatre autres os métatarsiens, il peut être divisé en trois parties : la base, le corps et la tête.
La base ou l'extrémité postérieure est en forme de coin.
La base présente une facette articulaire postérieure quadrilatère qui répond au cuboïde. Latéralement, elle présente une facette articulaire triangulaire qui répond au cinquième métatarsien. Médialement elle présente une facette articulaire antérieure qui répond au troisième métacarpien et, de façon inconstante, une facette postérieure qui répond au cunéiforme latéral. Elle contribue à la troisième articulation tarso-métatarsienne.
La tête ou l'extrémité antérieure s'articule avec la quatrième phalange proximale.

## Insertions musculaires
| Muscle                                           | Direction | Zone d'attache                                                                 |
| ------------------------------------------------ | --------- | ------------------------------------------------------------------------------ |
| Troisième muscle interosseux dorsal du piedI     | Origine   | Côté médial du corps                                                           |
| Quatrième muscle interosseux dorsal du pied      | Origine   | Côté latéral du corps                                                          |
| Deuxième muscle interosseux plantaires           | Origine   | Côté médial de la base et du corps                                             |
| Tête horizontale du muscle adducteur de l'hallux | Origine   | Ligament métatarsien transverse profond et articulation métatarso-phalangienne |